# Periploca atrata
Espèce
Periploca atrata est une espèce nord-américaine de lépidoptères (papillons) de la famille des Cosmopterigidae.

## Répartition et habitat
Periploca atrata est présent aux États-Unis, en Arizona et en Californie.

## Écologie et comportement
Les imagos volent d'avril à mai et de juillet à août.
Les chenilles se nourrissent des baies de Juniperus californica et Juniperus deppeana.